# Buergbrennen

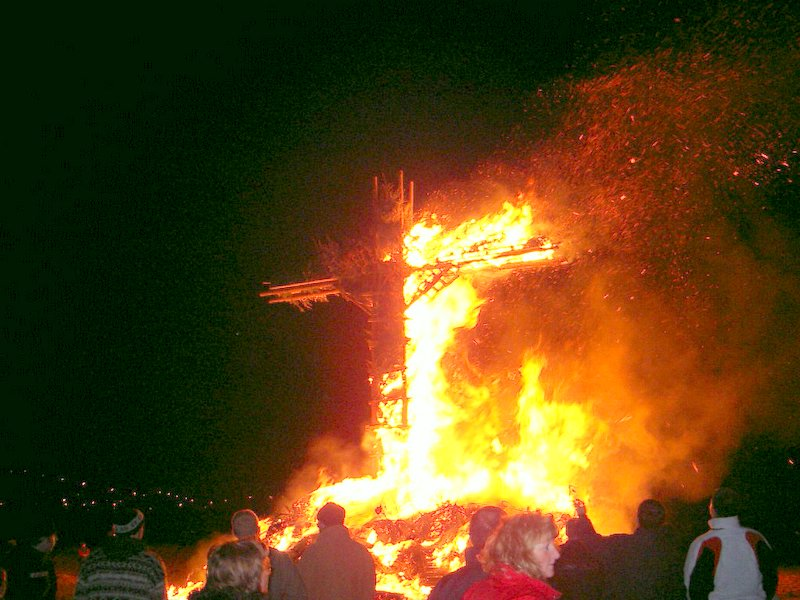
Buergbrennen a Junglinster, Luxemburg.

Buergbrennen és una celebració centrada en una gran foguera que té lloc durant el primer diumenge de quaresma a Luxemburg i els seus voltants. A Alemanya se l'anomena Burgbrennen, a França i Bèlgica, es coneix com el dimanche des Brandons. Es basa en les tradicions antigues que representen el final de l'hivern i l'arribada de la primavera.

## Història
La crema de foc aparentment es va originar amb festes paganes relacionades amb el solstici de primavera el 21 de març. La tradició actual de celebrar durant el primer diumenge de quaresma és, per tant, probablement, una aproximació basada en el calendari cristià. Mentre que la tradició està disminuint a Bèlgica, França i Alemanya, des de 1930 Luxemburg ha reviscut les festivitats Buergbrennen amb la participació de vora el 75% dels pobles. Originàriament la foguera simplement consistia en un munt de fusta i palla, però amb el pas del temps es va introduir un pilar central de branques dels arbres. Més tard es va adjuntar un travesser a la part superior de la columna, donant-li l'aparença d'una creu.
El buergbrennen només se celebrava pels homes del poble, les dones només hi eren admeses en circumstàncies excepcionals. Els homes noucasats van tenir-hi un paper especial, perquè l'honor d'encendre el foc queia sobre l'últim home que s'havia casat. A més a més, els noucasats també tenen la responsabilitat de recollir llenya per al foc o fer el pagament per l'ajut d'altres en la feina. La tradició va començar a extingir-se al segle xix a causa dels alts costs involucrats, però al segle XX les autoritats locals van reviure la tradició, fent-se el càrrec de la responsabilitat dels costs.